# 平石直之
平石 直之（ひらいし なおゆき）は、テレビ朝日のアナウンサー。

## 来歴
大阪府松原市生まれ。小学3年時に佐賀県鹿島市に転居。佐賀県立鹿島高等学校、早稲田大学政治経済学部を卒業。
1997年、テレビ朝日に入社。主に報道・情報番組のキャスターとして活動しているが、入社当初は『内村プロデュース』などのバラエティ番組にも時おり登場した。
『ニュースステーション』、『スーパーJチャンネル』、『サンデー・フロントライン』『報道ステーション』などで全国各地を飛び回り、47都道府県すべてに訪れたことがあるという。
2004年6月から丸川珠代に代わって1年間ニューヨーク支局に勤務し、イチローの年間最多安打記録やアメリカ大統領選挙などを取材。その他にもノーベル賞授賞式（ストックホルム）やサッカー日韓ワールドカップ、タイ北部での脱北ルート取材、三浦和義逮捕（サイパン）、大相撲モンゴル巡業、六カ国協議（北京）、上海万博、韓国ヨンピョン島砲撃事件、ニュージーランド地震、2020年オリンピックの東京開催が決まったIOC総会（ブエノスアイレス）、パリ同時多発テロ事件、ドナルド・トランプが勝利した2016年のアメリカ大統領選挙、金正男殺害事件（マレーシア・クアラルンプール）、ラスベガス銃乱射事件、2018年平昌オリンピック、第2回米朝首脳会談（ベトナム・ハノイ）など、海外取材の経験も豊富。
韓国ヨンピョン島砲撃事件では、ヨンピョン島が北朝鮮から砲撃を受けた直後の島を取材。その際、島へ向かう船内で、北朝鮮による2次攻撃の可能性を伝えるニュースが流れたといい、「もはや引き返せない状況の中、運命に身を任せる覚悟をした」と語っている。
現在はインターネット番組「変わる報道番組ABEMA Prime」でMCをしている。
2023年10月1日より『サンデーLIVE!!』のメインキャスターに就任した。

## 著書
- 『超ファシリテーション力』（2021年10月30日） - ビジネス書グランプリ2022『実務部門賞』受賞

## 出演番組
報道・情報・ワイドショー番組
| 期間       | 期間      | 番組名                        | 役職                                         | 備考                                                                                                 |
| ---------- | --------- | ----------------------------- | -------------------------------------------- | --- |
| 1997年10月 | 2000年9月 | スーパーJチャンネル           | 平日リポーター                               | |
| 1998年4月  | 1998年9月 | 早起き!チェック               | 月曜日スポーツコーナー担当                   | |
| 1998年4月  | 1998年9月 | やじうまワイド                | 月曜日朝刊コーナー担当                       | |
| 1999年4月  | 1999年9月 | やじうまワイド                | 木・金曜日朝刊コーナー担当                   | |
| 1999年10月 | 2000年3月 | やじうまワイド                | 月・金曜日朝刊コーナー担当                   | |
| 2000年10月 | 2002年3月 | スーパーモーニング            | サブ司会                                     | |
| 2002年4月  | 2002年9月 | スーパーモーニング            | 番組コーナー『情報キャッチャー平石です』担当 | |
| 2002年10月 | 2004年3月 | ニュースステーション          | リポーター兼不定期でのサブキャスター         | |
| 2009年10月 | 2010年3月 | 地球まるごとTV                | MC                                           | |
| 2010年4月  | 2011年3月 | スーパーJチャンネル           | 月・火曜日サブキャスター                     | それ以前から、年末年始編成でのキャスターも担当                                                       |
| 2010年4月  | 2011年3月 | サンデー・フロントライン      | サブキャスター                               | |
| 2011年4月  | 2013年3月 | やじうまテレビ!               | 平日総合司会                                 | |
| 2013年4月  | 2015年3月 | ワイド!スクランブル           | 『ANNニュース』担当キャスター                | 2014年4月から、改編による放送時間拡大に伴い10時台のニュースコーナーを兼務                            |
| 2013年10月 | 2015年3月 | みんなの疑問 ニュースなぜ太郎 | 進行アナウンサー                             | |
| 2015年4月  | 2016年3月 | スーパーJチャンネル           | 金曜日第1部でのメインキャスター              | |
| 2015年4月  | 2016年3月 | 週刊ニュースリーダー          | 進行アナウンサー                             | |
| 2015年4月  | 2016年3月 | サンデースクランブル          | MC                                           | |
| 2016年4月  | 2019年3月 | 報道ステーション              | フィールドリポーター                         | |
| 2016年4月  | 2017年3月 | 報道ステーション SUNDAY       | サブキャスター                               | |
| 2019年4月  | 現在      | ABEMA Prime（AbemaNews）      | 司会進行                                     | 2023年10月からは『サンデーLIVE!!』キャスター就任に伴い担当曜日を水～金曜日に縮小                     |
| 2023年10月 | 2024年9月 | サンデーLIVE!!                | メインキャスター                             | |
| 2024年4月  | 2024年9月 | グッド!モーニング             | 土曜日総合司会                               | |
| 2024年10月 | 現在      | グッド!モーニング             | 週末総合司会                                 | 日曜版は、前番組から引き続き、在阪局で準キー局の朝日放送テレビ・在名局のメ～テレとの共同制作にて放送 |

バラエティ番組
- 内村プロデュース
- お願い!ランキング（2021年10月6日 - 2022年3月）

## 同期アナウンサー
- 勝田和宏（現：報道局）
- 川北桃子（現：広報局）